# روبرت داوني جونيور
روبرت داوني جونيور (بالإنجليزية: Robert Downey Jr.) (مواليد 4 أبريل 1965 –)؛ ممثل ومنتج أمريكي. ترشح لجائزتي أوسكار، وفاز بثلاثة جوائز غولدن غلوب والعديد من الجوائز والترشيحات الأخرى. ظهر في العديد من الأفلام منها تشابلن، وقتلة بالفطرة، وزودياك. هو معروف بتجسيدة شخصية توني ستارك / آيرون مان في أفلام آيرون مان والمنتقمون وأجزائهم التي تلتهم، كما جسد دور رئيسي في شرلوك هولمز. يُعد روبرت داوني جونير واحد من أعلى الممثلين أجراً في هوليوود.

## النشأة
ولد في سنة 1965 وبدأ مسيرته الفنية عندما كان في الخامسة من عمره، كانت عائلة روبرت مهتمة بالفن وهذا ما قاده إلى دراسة التمثيل في مركز للتدريب في نيويورك قبل انتقاله للعيش مع والده في ولاية كاليفورنيا وطلاق والديه عام 1978، وفي عام 1982 ترك روبرت الدراسة وكرّس حياته للتمثيل. وذلك بمشاركته في فيلم Pound عام 1970 الذي كتبه واخرجه والده، ومنذ هذا الدور المبكر استطاع روبرت المشاركة في مجموعة من الأفلام التي يُحسد عليها على مدى أربعة عقود، كما نذكر أيضاً أن روبرت الأب كان مدمناً على المخدرات، ونقل هذه العادة إلى روبرت الابن في سن مبكر، وهذا الإدمان سبب له الكثير من المشاكل على مدة عقود .

## السيرة المهنية
بدأ روبرت طريقه نحو الشهرة في الثمانينات والتسعينات من القرن الماضي، خلال مشاركته في العديد من الأفلام، أهمها Tuff Turf عام 1985 وTrue Believer عام 1989 وChaplin عام 1992 Natural Born Killer عام 1994 ،
والعديد من الأعمال الأخرى، ولكن مشكلته مع إدمان المخدرات تصاعدت بين العام 1996 وعام 2001 مما أدى إلى العديد من الاعتقالات وزيارات إعادة التأهيل والتوقيفات وطُرد في نهاية المطاف من المسلسل التلفزيوني Ally McBeal عام 1997.
عاد روبرت عام 2003 لبناء مشواره الفني من جديد خلال المشاركة في فيلم Gothika عام 2003 وGood Night and Good Luck عام 2005 وA Scanner Darkly عام 2006، وبعد ذلك في 2008 لعب روبرت دور مدهش في فيلم Tropic Thunder لممثل أفريقي أمريكي رُشح خلاله للأوسكار عن أفضل ممثل دور ثان، واستطاع بعد ذلك أن ينال حب وإعجاب الجمهور من خلال أدواره المميزة، مثل دور المحقق شرلوك هولمز في جزئي فيلم Sherlock Holmes الأول والثاني عامي 2009 و2011، وبالطبع دور الملياردير توني ستارك في جزئي Iron Man الأول والثاني، وفيلم  The Avangers عام 2012، وفي 2013 عاد لتأدية دور آيرون مان في Iron Man 3 وفي صيف 2015 Avengers: Age of Ultron. وقد قام بأفضل دور علي الإطلاق في فيلم avengers:end game وسيعود الى عالم مارفل بشخصية جديد كليا هيه شخصية دكتور دووم

## النشأة وعائلته
وُلد داوني في مانهاتن ضمن مدينة نيويورك، وهو الابن الأصغر لعائلة مؤلفة من ولدين. والده هو روبرت داوني سينيور، وهو ممثل ومخرج. أما والدته إلزي آن (فورد بالولادة)، فكانت ممثلة وظهرت في عددٍ من أفلام داوني سينيور الأب. ينتمي والد روبرت إلى أصول متعددة، فهو نصف يهودي ليتواني، وربع يهودي مجري وربع آيرلندي، بينما تملك والدته أصولًا اسكتلندية وألمانية وسويسرية. كان الاسم الأصلي لعائلة روبرت هو إلياس، لكن والده غيّر الكنية كي يتطوع في الجيش. ترعرع روبرت داوني جونيور وشقيقته أليسون في غرينويتش فيليج.
في طفولته، كان داوني جونيور «محاطاً بالمخدرات». كان والده مدمن مخدرات، وسمح لداوني بتدخين الماريوانا في السادسة من عمره، وتلك حادثة قال والده لاحقًا أنه يندم عليها. أوضح داوني فيما بعد أن تعاطي المخدرات أصبح شبيهًا بعلاقة عاطفية بينه وبين والده: «عندما تعاطيت المخدرات مع والدي، كان ذلك أشبه بمحاولة التعبير عن حبه لي، بالأسلوب الوحيد الذي يعرفه». في نهاية المطاف، أصبح داوني يقضي لياليه يفرط في شرب الكحول ويتصل بآلاف الأشخاص سعياً وراء المخدرات».

## أفلامه
- علم عجيب (1985)
- العودة إلى المدرسة (1986)
- فنان البيك اب (1987)
- أقل من الصفر (1987)
- جوني كن جيد (1988)
- الفرص هي (1989)
- طيران أمريكا (1990)
- صابون (1991)
- تشابلن  (1992)
- القلب والنفوس (1993)
- اختصارات قصيرة (1993)
- حائل قيصر (1994)
- قتلة بالفطرة (1994)
- أنت فقط (1994)
- استعادة  (1995)
- ريتشارد الثالث (1995)
- ليلة واحدة (1997)
- فتاتان ورجل (1997)
- مشاة الولايات المتحدة (1998)
- الأصدقاء والعشاق (1999)
- أسود وأبيض (1999)
- المخبر الغنائي (2003)
- جوثيكا (2003)
- قبلة قبلة بانغ بانغ (2005)
- ليلة سعيدة وحظ سعيد (2005)
- الكلب الأشعث (2006)
- ماسح مظلم (2006)
- دليل لإدراك قديسيك (2006).
- زودياك (2007)
- تشارلي بارتليت (2008)
- آيرون مان (2008)
- الرعد الاستوائي (2008)
- العازف المنفرد (2009)
- شرلوك هولمز  (2009)
- آيرون مان 2 (2010)
- تاريخ الاستحقاق  (2010)
- شرلوك هولمز: لعبة ظلال (2011)
- المنتقمون (2012)
- آيرون مان 3 (2013)
- القاضي (2014)
- المنتقمون: عصر ألترون (2015)
- كابتن أمريكا: الحرب الأهلية (2016)
- الرجل العنكبوت : العودة للوطن (2017)
- المنتقمون: الحرب اللانهائية (2018)
- المنتقمون: نهاية اللعبة (2019)
- رحلة سفر الدكتور دوليتل (2019)
- أوبنهايمر (2023)

## الترشيحات والجوائز

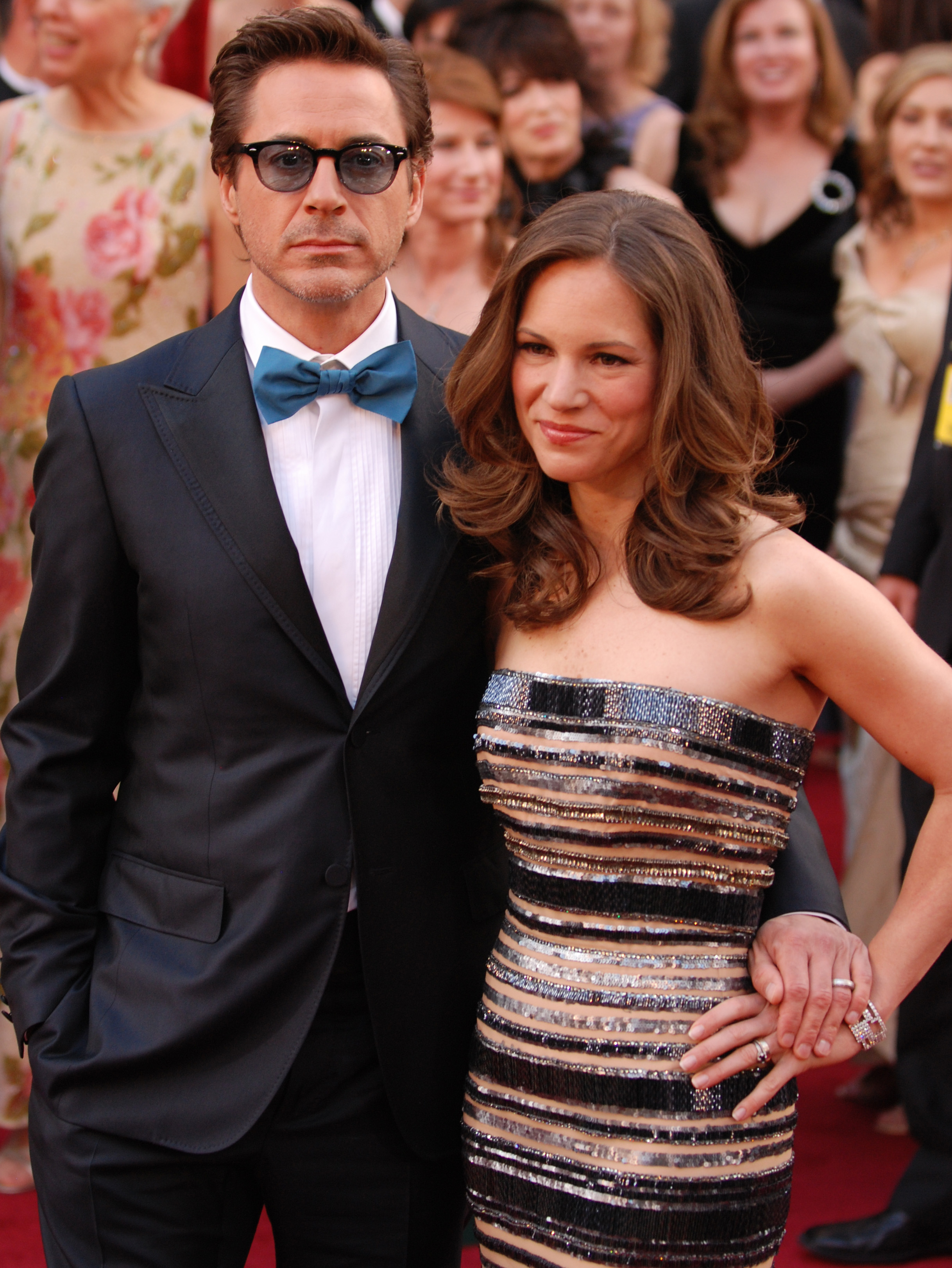
داوني جونير وزوجته سوزان داوني في حفل توزيع جوائز الأوسكار لعام 2011.

### الأوسكار
- أفضل ممثل رئيسي عام 1992 عن فيلم تشابلن.
- أفضل ممثل مساعد عام 2009 عن فيلم رعد استوائي.

### الغولدن غلوب
- أفضل ممثل رئيسى عام 1992 عن فيلم Chaplin
- أفضل ممثل مساعد في مسلسل أو مسلسل قصير أو فيلم تليفزيونى عام 2001 عن مسلسل Ally McBeal وفاز بها
- أفضل ممثل مساعد عام 2009 عن فيلم Tropic Thunder
- أفضل ممثل في فيلم موسيقى أو كوميدى عام 2010 عن فيلم Sherlock Holmes وفاز بها

## وصلات خارجية
- روبرت داوني جونيور على موقع IMDb (الإنجليزية)
- روبرت داوني جونيور على موقع ميتاكريتيك (الإنجليزية)
- روبرت داوني جونيور على موقع الموسوعة البريطانية (الإنجليزية)
- روبرت داوني جونيور على موقع روتن توميتوز (الإنجليزية)
- روبرت داوني جونيور على موقع مونزينجر (الألمانية)
- روبرت داوني جونيور على موقع ألو سيني (الفرنسية)
- روبرت داوني جونيور على موقع ميوزك برينز (الإنجليزية)
- روبرت داوني جونيور على موقع تيرنر كلاسيك موفيز (الإنجليزية)
- روبرت داوني جونيور على موقع أول موفي (الإنجليزية)
- روبرت داوني جونيور على موقع بوكس أوفيس موجو (الإنجليزية)